# Куп Истанбула 2007 — парови
Учествовало је 16 парова, са такмичаркама из 18 земаља. Прошлогодишње победнице Сања Мирза и Јан Јанг Чанг су браниле титулу.
.
Победнице 2007. су сестре Агњешка Радвањска и Уршула Радвањска, којма је ово прва освојена титула у каријери у конкуренцији парова.

### Списак носилаца
| Број | Играчица                                                         | Резултат | Резултат                                                     |
| ---- | ---------------------------------------------------------------- | -------- | ------------------------------------------------------------ |
| 1    | Јан Јанг Чанг · Сања Мирза Индија (59)                           | Финале   | Агњешка Радвањска · Уршула Радвањска Пољска                  |
| 2    | Вања Кинг Сједињене Државе · Јелица Костанић Тошић Хрватска (71) | 1. коло  | одустали                                                     |
| 3    | Аљона Бондаренко · Катарина Бондаренко Белорусија (119)          | 1 коло   | Агњешка Радвањска · Уршула Радвањска Пољска                  |
| 4    | Ана Лена Гренефелд Немачка · Ипек Сеноглу Турска (196)           | 1. коло  | Михаела Бузарнеску Румунија · Екатерина Џевалевић Белорусија |

- Број у загради озвачава пласман на ВТА ранг листи од 19. маја 2008.

## Прво коло
| бр. меча | 1. играч                                                  | Резултат         | 2. играч                                                           |
| -------- | --------------------------------------------------------- | ---------------- | ------------------------------------------------------------------ |
| 1.       | Јан Јанг Чанг · Сања Мирза Индија (1)                     | 6-1, 6-3         | Сорана Крстеа · Полона Херцог Румунија                             |
| 2.       | Сандра Клосел Немачка · Ана Кумантноу Грчка               | 4-6, 6-4, (10-8) | Стела Мена Италија · Катарина Полунина Украјина                    |
| 3.       | Ана Лена Гренефелд Немачка · Ипек Сеноглу Турска(4)       | 3-6, 6-3, (3-10) | Михаела Бузарнеску Румунија · Екатерина Џевалевић Белорусија       |
| 4.       | Цаглај Бујукакал · Перма Озген Турска (ВК)                | 3-6, 5-7         | Мервана Југић-Салкић Босна и Херцеговина · Ромина Опранди Румунија |
| 5.       | Каталина Кастано Колумбија · Ниха Уберол Сједињене Државе | 5-7, 6-3, (10-3) | Јекатерина Афиногенова Русија · Ана Татишвили Грузија              |
| 6.       | Агњешка Радвањска · Уршула Радвањска Пољска               | 6-4, 6-1         | Аљона Бондаренко · Катарина Бондаренко Белорусија (3)              |
| 7.       | Јекатерина Бичкова Русија · Ципора Обзилер Израел         | 3-6, 6-2, (8-10) | Татјана Путчек · Анастасија Јакимова Белорусија                    |
| 8.       | Кејси Делаква · Христина Хоријакопулос Аустралија         | предаја          | Вања Кинг Сједињене Државе · Јелица Костанић Тошић Хрватска (2)    |

## Четвртфинале
| бр. меча | 1. играч                                                     | Резултат         | 2. играч                                                           |
| -------- | ------------------------------------------------------------ | ---------------- | ------------------------------------------------------------------ |
| 1.       | Јан Јанг Чанг · Сања Мирза Индија (1)                        | 2-6, 6-1, (10-7) | Сандра Клосел Немачка · Ана Кумантноу Грчка                        |
| 2.       | Михаела Бузарнеску Румунија · Екатерина Џехалевић Белорусија | 5-7, 5-7         | Мервана Југић-Салкић Босна и Херцеговина · Ромина Опранди Румунија |
| 3.       | Каталина Кастано Колумбија · Ниха Уберол Сједињене Државе    | предаја          | Агњешка Радвањска · Уршула Радвањска Пољска                        |
| 4.       | Татјана Путчек · Анастасија Јакимова Белорусија              | 6-4, 6-2         | Кејси Делаква · Христина Хоријакопулос Аустралија                  |

## Полуфинале
| бр. меча | 1. играч                                    | Резултат            | 2. играч                                                           |
| -------- | ------------------------------------------- | ------------------- | ------------------------------------------------------------------ |
| 1.       | Јан Јанг Чанг · Сања Мирза Индија(1)        | 6-7(3), 6-0, (10-5) | Мервана Југић-Салкић Босна и Херцеговина · Ромина Опранди Румунија |
| 2.       | Агњешка Радвањска · Уршула Радвањска Пољска | 6-0, 6-2            | Татјана Путчек · Анастасија Јакимова Белорусија                    |

## Финале
| бр. меча | 1. играч                              | Резултат | 2. играч                                    |
| -------- | ------------------------------------- | -------- | ------------------------------------------- |
| 1.       | Јан Јанг Чанг · Сања Мирза Индија (1) | 1-6, 3-6 | Агњешка Радвањска · Уршула Радвањска Пољска |